# Turbinectomía
Turbinectomía es un procedimiento mediante el cual se eliminan algunos o todos los huesos de los cornetes nasales, generalmente para solucionar obstrucciones nasales. Es un procedimiento que solo suele ser indicado en caso de existencia de tumores o poliposis nasal.

## Indicaciones
Una turbinectomía se realiza principalmente por obstrucción hipertrófica o mecánica de los cornetes nasales. Las causas primordiales son la existencia de tumores, pólipos o desviaciones importantes del tabique nasal.

## Procedimiento
Hay gran diversidad de técnicas: cauterización, crioterapia, ablación láser, turbinoplastia, etc. Todas requieren anestesia general.

## Complicaciones
El síndrome de la nariz vacía, una variante de rinitis atrófica, es una condición que se puede desarrollar como resultado de la cirugía de los cornetes nasales o de otras cirugías que los impactan. Es una secuela rara en la cual gente cuyas fosas nasales se clarifican posteriormente a una experiencia de turbinectomía le afectan síntomas como sensaciones de obstrucción nasal, sequía nasal, costrificaciones, incapacidad de respiración, entre otros.